# Indygenat pruski
Indygenat pruski (łac. ius indigenatus) – przywilej Prus Królewskich wyznaczania na urzędy królewskie wyłącznie obywateli pruskich. 
W Prusach Królewskich i na Warmii indygenat pruski wymagany był do piastowania lokalnych urzędów. Przestrzeganie indygenatu pruskiego zaprzysięgał w "articuli iurati" każdy nowo mianowany biskup warmiński. Indygenat pruski stosowano w obsadzie kluczowych urzędów (np. wójta, burgrabiego, geometry i in.); w przypadku ekonoma kapituła musiała wyrazić zgodę na kandydata zaproponowanego przez biskupa.